# ウィキイスラーム
ウィキイスラーム（英語:WikiIslam）とは反イスラーム的観点に基づき、イスラームに関する情報を記載していくウェブ上の百科事典。ウィキペディアと同様のツールを用いている。反イスラーム的な元ムスリムたちによって設立された。現在までのところ英語版のみが開設されている。

## 目的
設立者たちの主張するところの「イスラームの真実」をムスリムに知らせ、イスラームからの離脱を助けるようにするというのが目的である。

## 特徴
編集方針として公式に反イスラーム主義を掲げており、イスラームを擁護するような記述は完全に禁止されている。記事としては、ムスリムによって起こされた歴史上の残虐行為や現代のイスラーム主義、また預言者ムハンマドの言動やクルアーンの内容に関する批判などが存在している。
「イスラームは本質的に邪悪である」という思想に基づいて設立されたため当然ではあるが、イスラームを名目とした宗教的迫害、人権侵害などに関する記事では、これらをイスラームの「本質」として規定している。

## 批判
イスラーム教徒のみならず、非ムスリムの多くからも差別主義をばら撒くヘイトサイトであると批判されている。このサイトに書かれているようなイスラームの「負の側面」の存在を認めているものであっても、それを「イスラームの本質」と決め付け攻撃する姿勢に批判的な人も少なくない。
ただしウィキの運営側は、このサイトはそのようなヘイトサイトではないと反論している。